# Den tavse krig
Den tavse krig er en dansk dokumentarfilm fra 1990, der er instrueret af Michael Grigsby efter manuskript af ham selv og Karin Magid.

## Handling
Ude af øje, ude af sind. I Nordirland har borgerkrigen været en realitet i årtier. Politikerne kalder den en konflikt, og medierne har mistet interessen. I denne impressionistiske dokumentarfilm skildres hverdagen blandt katolikker og protestanter i den vestlige del af Belfast. En mor læser brudstykker af breve op for sin søn. Hun udtrykker bekymring for landet og dets unge, der i stigende antal forlader landet. Filmen er en solidarisk kærlighedserklæring til Nordirlands folk og en anklage mod den engelske politik i området.